# Claudio de Oliveira
Claudio Andrés de Oliveira Maldonado, znany również jako Claudinho (ur. 2 grudnia 2008 w Quetzaltenango) – gwatemalski piłkarz pochodzenia brazylijskiego występujący na pozycji skrzydłowego, od 2024 roku zawodnik Xelajú MC.
Jego ojciec pochodzi z Brazylii.